# Себеш
Себеш (рум. Sebeş, мађ. Szászsebes) град је у Румунији. Он се налази у средишњем делу земље, у историјској покрајини Трансилванија. Себеш је трећи по важности град округа Алба.
Себеш је према последњем попису из 2002. године имала 29.225 становника.

## Географија
Град Себеш налази се у средишњем делу историјске покрајине Трансилваније, око 115 km јужно до Клужа. 
Себеш се налази у средишњој котлини Трансилваније, поред реке Мориш.

## Становништво
У односу на попис из 2002., број становника на попису из 2011. се смањио.
| 1966.  | 1977.  | 1992.  | 2002.  | 2011.  |
| ------ | ------ | ------ | ------ | ------ |
| 13.715 | 25.926 | 29.754 | 29.475 | 27.019 |

Матични Румуни чине већину градског становништва Себеша (90%), а од мањина присутни су Роми (7%) и Немци (1,5%). Некада бројно немачко становништво се иселило у матицу током 20. века.

## Галерија
- Православна црква
- Градска кућа
- Градска гимназија
- Римокатоличка црква